# Spoorlijn Giubiasco - Locarno
De spoorlijn Giubiasco - Locarno werd gebouwd en geëxploiteerd door de private spoorwegmaatschappij Gotthardbahn (afgekort GB). In 1874 werd de lijn geopend.
In de stad Locarno werd oorspronkelijk vanaf het stationsplein aansluiting gegeven aan de FART met als eindbestemming de plaats Domodossola.

## Exploitatie
De spoorlijn werd in het begin geëxploiteerd door de Gotthardbahn (GB), (Gotthardspoorwegmaatschappij). In 1909 werd de GB genationaliseerd, waardoor de spoorlijn sindsdien door de SBB wordt geëxploiteerd.
Sinds 4 december 2004 rijdt de TILO als S2 tussen Bellinzona en Locarno. De treinen zullen in 2010 vanaf Castione-Arbedo naar Locarno gaan rijden.

## Elektrische tractie
Het traject werd geëlektrificeerd met een spanning van 15.000 volt 16 2/3 Hz wisselstroom.